# KRTAP4-4
KRTAP4-4 (англ. Keratin associated protein 4-4) – білок, який кодується однойменним геном, розташованим у людей на 17-й хромосомі. Довжина поліпептидного ланцюга білка становить 166 амінокислот, а молекулярна маса — 18 023.
| 10         |  | 20         |  | 30         |  | 40         |  | 50         |
| ---------- |  | ---------- |  | ---------- |  | ---------- |  | ---------- |
| MVNSCCGSVC |  | SDQGCGLENC |  | CRPSYCQTTC |  | CRTTCCRPSC |  | CVSSCCRPQC |
| CQTTCCRTTC |  | CHPSCCVSSC |  | CRPQCCQSVC |  | CQPTCCRPQC |  | CQTTCCRTTC |
| CRPSCCRPQC |  | CQSVCCQPTC |  | CCPSYCVSSC |  | CRPQCCQTTC |  | CRTTCCRPSC |
| CVSRCYRPHC |  | GQSLCC     |  |            |  |            |  |            |

C: Цистеїн

D: Аспарагінова кислота

E: Глутамінова кислота

G: Гліцин

H: Гістидин

L: Лейцин

M: Метіонін

N: Аспарагін

P: Пролін

Q: Глутамін

R: Аргінін

S: Серин

T: Треонін

V: Валін